# 英雄時代 (動畫)
《英雄時代》是XEBEC製作的電視動畫作品，2007年4月在東京電視台上放映。
本片在華文網路上還有使用「英雄世紀」的名稱。名稱源自於希臘神話的「英雄時代」，同時也是取「身為英雄的主角艾吉（英雄なエイジ）」的意思。
本作就如同「蒼穹之戰神」使用大量的北歐神話一樣，也大量使用希臘神話，例如劇中所提到的五大族，都是存在於希臘神話中的五個種族：「黃金族」、「白銀族」、「青銅族」、「黑鐵族」以及「英雄族」，原本這五大族都算是人類，但因為故事的架構問題，動畫中五大種族代表的意義已經和原本的意思完全不同。

## 故事、架構

### 種族
黃金族
創造宇宙和世界者，他們全身泛金，並對宇宙中的所有種族發出了呼喚，回應呼喚的有白銀族、青銅族、英雄族和黑鐵族，由於英雄族發動的戰爭，他們對英雄族展開了處罰。和白銀族、青銅族等族不同，黃金族和黑鐵族一樣重視母星。他們的母星是「艾琉西奧」。
白銀族
第一個回應黃金族呼喚的種族，擁有先進的科技，容顏和人類（黑鐵族）相差無幾（五官較為深遂，且膚色頭髮皆為銀白色），擁有超高度的心靈感應能力，全族的人皆共享部分的精神，可隨時遠距對話，肉體接觸後更可直接交流記憶情感（因認為感情是沒有意義的，因此全族人將感情與遠古記憶皆交由普洛梅·歐來紀錄）；而從黃金族得到如「Hedron盾」、控制「青銅族」等力量，族人個體便能用意念創造宇宙船在星系間移動，因此也不重視起源母星的觀念，是現階段除了黃金族以外，宇宙的最強勢種族。
青銅族
第二個回應黃金族呼喚的種族，其貌似蟲，擅長的戰術是數量戰，個體能張開「Hedron盾」防禦、吐出腐蝕液和發射光束等能力，且能以巨型球體巢穴直接進行空間移動，因黃金族傳授白銀族的力量，而被白銀族操作著，根據迪安奈拉所言，青銅族佔據了人類的母星「地球」。
英雄族
第三個回應黃金族呼喚的種族，體型極巨大的類人型生命體，有著強大的戰鬥能力與各類特殊技能，除了黃金族以外沒有任何種族敵的過他們，但也有長時間戰鬥便會陷入「狂亂」狀態而理性失控的特性；之後更因為發生內戰，造成全宇宙性的破壞傷亡，而遭黃金族介入戰爭並將英雄族消滅到僅剩五人，黃金族更命其必須和比他們弱小的種族融合，並各自立下了契約命其不可背叛，直到其人完成大業。
黑鐵族
當黃金族即將離開這個宇宙之時回應他們的第四個種族，也就是人類，是現存四大族群中最弱小的，因此母星不僅慘遭青銅族佔領，第三話中伊奧勞斯強化過的奧鋼更是被白銀族的幻影打到差點爆炸，雖然如此，他們之中仍然有著超乎想像的超能力者存在。
戴達羅斯族
居住於行星「戴達羅斯」上的人種，應該是黑鐵族（人類）的分支種，戴達羅斯雖然宣示中立，但實際上仍然是聽命於白銀族，因此第四話中戴達羅斯並沒有遵守白銀族的命令時，白銀族立刻動員青銅族打算摧毀整座行星。
波烈族
和阿爾提米亞訂下契約的諾德斯梅希達卡‧波烈所屬種族，容貌也和人類接近。由於白銀族的強大力量，因此梅希達卡被迫服從白銀族，波烈族不吃有生命的東西，因此他們的食物只要是無生命皆可食用。

### 英雄族的契約
黃金族用以約束英雄族的方式，由於黃金族只定了數量，內容則由契約者決定，所以白銀族和黑鐵族的契約內容並不相同。

#### 赫拉克勒斯
艾吉的寄宿者「赫拉克勒斯」其契約內容有12條（象徵神話中赫拉克勒斯的12任務）如下：
1. 視與之締結契約者為王。（契約した相手を王とする。）
2. 服侍王，絕不可取而代之。（王に仕え、決して自ら王にならない。）
3. 取回以「黑鐵一族」為名的人類之故鄉──地球。（「鉄の種族」と名付けられた人類の故郷たる地球を人類の手に取り戻す。）
4. 將殘存的「英雄一族」全部打倒。（生き残った「英雄の種族」全てを打倒する。）
5. 征服「青銅一族」的母星。（「青銅の種族」の母星を征服する。）
6. 征服「白銀一族」的母星。（「銀の種族」の母星を征服する。）
7. 為人類帶來「黃金一族」預知未來的力量。（「黄金の種族」の未来を知る力を人類にもたらす。）
8. 為人類帶來「黃金一族」創造群星的力量。（「黄金の種族」の星々を創る力を人類にもたらす。）
9. 使人類成為宇宙的霸主。（人類を、宇宙の覇者とする。）
10. 基於上述幾點，要持續守護與之締結契約者。（これらが行われるまで契約した相手を守り続ける。）
11. 基於上述幾點，絕不可逃跑或死亡。（これらが行われるまで決して逃げたり死んではならない。）
12. 至此，只要不違反這11項契約，身為「黑鐵一族」的人類，就要實現契約者的願望。（これらが行われた時、11の契約に反しない限り、「鉄の種族」こと人類は、契約者の願いを叶える。）

#### 阿爾提米亞
梅希塔卡·波烈的寄宿者「阿爾提米亞」其契約內容有3條：
1. 只要服從「白銀一族」，波烈族便可繁榮。（「銀の種族」に従う限り、ポレ族は繁栄する。）
2. 諾德斯竭盡全力前，須服從於「白銀一族」。（ノドスとして力を尽くすまで「銀の種族」に従う。）
3. 當「白銀一族」的諾德斯陷入危機時，須伸出援手。（「銀の種族」のノドスが危ない時は助ける。）

#### 愛爾曼德斯
萊克媞·列克的寄宿者「愛爾曼德斯」的契約有5條：
1. 只要服從「白銀一族」，凱洛斯族便可繁榮。（「銀の種族」に従う限り、ケイロス族は繁栄する。）
2. 與「白銀一族」敵對者，諾德斯必須與其戰鬥。（「銀の種族」と敵対するものとは、ノドスとして戦わねばならない。）
3. 當「白銀一族」的諾德斯危及生命時，必須出手援救。（「銀の種族」のノドスが命の危機を迎えた時、これを救わねばならない。）
4. 發現「黃金一族」的力量時，必須告知「白銀一族」。（「黄金の種族」の力を見出した時、「銀の種族」に伝えなければならない。）
5. 當「黃金一族」的力量要失去之時，必須守護該力量。（「黄金の種族」の力が失われようとした時、それを守らねばならない。）

#### 勒尼涅亞
卡魯奇諾斯·魯卡恩的寄宿者「勒尼涅亞」的契約內容有4條：
1. 只要立誓持續效忠「白銀一族」，便可保障其出身種族之繁榮。（「銀の種族」に忠誠を誓い続ける限り、出身種族は繁栄を約束される。）
2. 當屬於「白銀一族」的諾德斯危及生命時，必須出手援救。（「銀の種族」に属するノドスに命の危機が訪れた場合、これを救わねばならない。）
3. 當「白銀一族」得到「黃金一族」的力量時，才得以自由。（「銀の種族」が「黄金の種族」の力を手に入れたとき、苦役から開放される。）
4. 與「白銀一族」敵對者，必須拚死與之作戰。（「銀の種族」と敵対するものとは、死を賭して戦わなければならない。）

#### 凱爾貝羅斯
尤提‧拉的被契約者「凱爾貝羅斯」的契約內容有8條：
（故事中未完整公佈內容，僅略微提到，於用語解說有提及是哪8條。）
1. 不得與「白銀一族」以外的任何人締結契約。（「銀の種族」以外の何者とも契約してはならない。）
2. 必須率領屬於「白銀一族」的諾德斯。（「銀の種族」に属するノドスを従えねばならない。）
3. 必須率領服從自己的諾德斯，與「白銀一族」敵對者戰鬥。（「銀の種族」に敵対する者に対しては、自分に従うノドスを率いて戦わねばならない。）
4. 於「白銀一族」中，自身並無任何決定權。（「銀の種族」において、いかなる決定権も持とうとしてはならない。）
5. 必須為「白銀一族」帶來「黃金一族」其遺留的力量。（「黄金の種族」が遺した力を、「銀の種族」にもたらさねばならない。）
6. 即使要犧牲其他的諾德斯，也必須保護自己的性命。（他のノドスを犠牲にしようとも、自分の命は必ず守らねばならない。）
7. 當「白銀一族」成為在這個宇宙中，足以匹敵「黃金一族」之時，需奉上所欲之物。　（「銀の種族」がこの宇宙で「黄金の種族」に匹敵する存在となったとき、欲するものが与えられる。）
8. 當「黃金一族」的力量要落入「白銀一族」以外之時，即使犧牲性命也要將之摧毀。　（「銀の種族」以外のものが「黄金の種族」の力を手に入れた場合、その力を命に代えても破壊せねばならない。）

### 專有名詞
諾德斯
指的是有英雄族寄宿的別的種族人種
星之道（Star Way）：行星與行星之間的道路，在宇宙中航行的航艦以此作為快速移動的工具；黃金族之所以留下它是為了讓宇宙之間的生物有所交集，會因為星球的毀滅或老去而消失。

### 地點
歐隆
艾吉的故鄉，曾是一個美麗的行星，因為白銀族前來尋找居住於此地的艾吉和最後留在這世上的黃金族，導致艾吉的力量失控將整座行星變為死星，黃金族也跟著消失。
故事最後，在狄亞奈拉的監督下，行星逐漸復原，而消失的艾吉則藉由黃金族留在歐隆星上的「門」重新回到了這個世界。
戴達羅斯
中立行星，居住著戴達羅斯人，也是個科技十分發達的行星。
艾琉西奧
黃金一族的母星，地面上有著許多類似水晶體的尖柱，星球有自己的意識，可以將自身的大氣構造修改成適合來訪者存活的大氣。在最外圍有原版的「Hedron盾」，「Hedron盾」的底下有著大約四顆大型的黑色衛星(?)，以及附蓋整顆星球，類似琉璃珠一般的白色圓形物體，星球上留有著黃金一族最後的力量和通往另一個宇宙的大門。

## 主要角色

### 黑鐵族‧阿爾戈號船員（Argonaut）
亞戈號船名源自於希臘神話中，搭載著許多英雄的船艦。
艾吉（聲優：矢崎廣）
生長於遭受隕石攻擊而呈現死星狀態的小行星「歐隆」上的人類，赫拉克勒斯的契約者，能夠在戰鬥時變身為赫拉克勒斯的型態，但由於久不經人世，黃金一族也似乎沒特意去教導的原故，因此對於數字、性別、生死和金錢方面的觀念都完全是零分狀態，但也因此，他有著純真的一面。
此外，雖然外表看起來是十多歲的少年，不過實際上的年齡至少有60週期（120年）的歲數。在25集中离开，在26集末尾从原本他所居住的星球的通道回归，向狄亞奈拉伸出了手。
喜歡用畫畫，畫工意外的好，但其畫有意義存在，在阿爾戈號上留下的畫暗喻自身會帶來破滅，在亞薩華特上留下的，則是預言狄亞奈拉的覺醒。
後來被尤提的無吞噬，在愛爾曼德斯的空間裡，告知另三名諾德斯寄宿在身上的英雄族，其真正的力量，眾人才知道，艾吉其實早就知道所有未來，所有行動全是為了遵從父親們，也就是黃金一族的指示。
名字是源自於英文「AGE」（時代、世紀之意）。
狄亞奈拉·伊·萊夏·亞爾特利亞·歐魯·維諾斯（聲優：石川由依）
居住於亞爾特利亞行星上的人類的「維諾斯家族」的公主，有著感知、能夠將靈魂分離能力的超能力者，稱呼艾吉為「救世主大人」，後來被糾正，只能喊他艾吉。
由於在其身旁特定距離裡面有男性的出現會感到不舒服，因此她的周圍是不能有任何男人存在，但是因為艾吉的心靈都非常純真，所以不會對艾吉產生排斥；不過後來明白自己的畏懼不前與懦弱招致艾吉淪為戰爭工具，因此走出自己的房間，並重新掌握自己本應享有的權力，為了救艾吉與所有人，甚至不惜發動政變。
被普洛梅‧歐發現到她是黑鐵一族裡唯一擁有與白銀一族不相上下的心靈感應的能力者，因此發出邀請，並告知艾琉西翁的消息，後來她得到白銀族全部力量，包括「Hedron盾」、控制「青銅族」等等。实现了与艾吉的愿望，恢复了他之前所居住的星球的原本样貌，原本想离开，却意外发现了这个星球同样是连接另外一个宇宙的通道，并且见到了从另一宇宙回来的艾吉，哭着向艾吉跑去。
名稱源自於赫拉克勒斯的在人世間最後的，並將他送上絕路的妻子「狄亞奈拉（Deianira）」。
伊歐拉歐斯·歐茲·梅西里（聲優：近藤隆）
保護亞戈號的歐鋼隊隊長，自詡為是狄亞奈拉的「騎士團團長」，操控空間跳躍易如反掌。原本因為許多原因，所以對艾吉十分反感。
因為艾吉的無私和純真，還有對伊歐拉歐斯的評價，慢慢的轉變想法，從反感變成與艾吉爭奪狄亞奈拉的情敵，之後成為互相信賴的朋友。（應該說是被艾吉的那無私的戰鬥和為了保護狄亞奈拉的安全所感動，所以才慢慢的轉換想法。）
故事中常常不經意的對亞妮夏做出增加好感的行為和建議，因而讓亞妮夏慢慢的喜歡上他，不過本人沒有自覺。
後來艾吉於艾琉西翁下落不明後，曾懊悔無法帶著他回去他的故鄉歐隆。
名稱源自於赫拉克勒斯的姪子，底比斯英雄「伊歐拉歐斯（Iolaus）」。
亞妮夏·歐魯·梅加拉（聲優：清水香里）
狄亞奈拉的侍女，常常幫她打理許多事。擁有治愈能力，並為「洛塔斯小隊」隊長。
似乎喜歡著伊歐拉歐斯，並要求伊歐拉歐斯答應戰爭後要帶她母星地球逛逛。
墨比得·歐茲‧梅西里（聲優：松山鷹志）
亞戈號的艦長，對迂腐的領導階級感到失望，對狄亞奈拉絕對的宣誓效忠，不過也對狄亞奈拉的固執感到無奈。
擁有很深遠的政治能力，曾說過:「只要公主願意，隨時都能讓她當上女王」，後來也利用此關係，抹消掉狄亞奈拉在母興奪回戰中發動的政變，並協助妮爾貝魯在政變握有黑鐵一族的主力軍隊。
本來很反感艾吉，只是單純地將艾吉當成擁有英雄一族力量的人類，但後來接納他，在艾吉失控時，甚至笑著對妮爾貝魯說，這是他人生中最美好的時刻，且阿爾戈號上，不存在對艾吉深感恐懼的人。
提璐·歐茲·梅西里（聲優：田村由香里）
梅璐·歐茲·梅西里（聲優：釘宮理惠）
雙胞胎，墨比得艦長的女兒，伊歐柆歐斯的妹妹。能力是類似隔空取物之類，以及局部性的重力操控，但對諾德斯沒有用。
後來被命令跟著艾吉，並教導艾吉人類的知識，能很自然地跟艾吉打鬧。
常常偷拍狄亞奈拉的照片，賣給伊歐拉歐斯。
洛塔斯小隊成員。
比諾比
亞戈號上的AI程式，幫助墨比得處理亞戈號上的大小事項。也是阿爾戈號的主砲瞄準裝置與發射裝置。
梅西塔卡·波烈（聲優：鈴木千尋）
聽命於白銀族的其中一個「諾德斯」，四人之中最懦弱者，害怕戰鬥，體內寄宿著能夠發射毀滅性高能量砲的英雄族「阿爾提米亞」，後被艾吉打敗之後契約解除，因此加入亞戈號和艾吉共同戰鬥。
在艾吉失控後，為了保護雷克緹，主動出戰，戰鬥到最後，後來被阿爾戈號收容。
甦醒後被艾吉嚇個半死，但艾吉告知他一切都已經結束了，而放聲大哭，後來告知餘下三名諾德斯的契約與其他資訊，因為狄亞奈拉不打算強迫他為黑鐵一族戰鬥，甚至願意無償保護波列族，因此下定決心保護她。
後來與艾吉成為好友，在奪取青銅一族的母星的戰爭結束後，意外的從艾吉口中得知，眼前的戰爭也早已被黃金一族預言，後來也告知另兩人，艾吉早就知道所有一切。
所屬種族包含自己在內，可以輕易的撕裂、咀嚼、吞入鋼鐵、合金、寶石等等非生命體，不吃有生命的物體（所有被冠上生物稱呼的生命體），待在亞戈號上的時候，曾經為了證明所謂的吃非生命物體是什麼意思，將一把鏟子折斷吃下，甚至把伊歐拉歐斯的歐鋼裝甲吃去一塊。

### 黑鐵族‧亞薩華特艦隊成員
根據官網所述，亞薩華特指的是「至高之力」的意思。
尼魯貝爾·涅佛（聲優：野上尤加奈）
墨比得在軍校的同期生，擔任亞斯加德艦隊的代理司令官（原本是副司令官，但司令官陣亡了），特徵是胸前那驕人的身材，但這並不代表她的智能十分低下。
後來離開邊境戰場，清楚的知道艾吉是左右戰爭的關鍵，因此十分保護他，是艾吉在離開阿爾戈號後，唯一關心他的人。
艾吉在船上作畫時，被嘲笑，後來甚至被禁止，作主告知只要在她船上，就可以做自己想做的事，但意外得知，艾吉所畫的畫，其實是預言，意指在奪回母星地球時，狄亞奈拉會成為指引眾人的明星。
在銀河系的戰場因艾吉的失控而深感絕望，在阿爾戈號率領救援艦隊過來時，甚至認為自己死不足惜，但卻沒想到狄亞奈拉願意賭命阻止艾吉，因此立誓，自己麾下艦隊只效忠她一人。
之後在墨比得的暗中操作下，成為黑鐵一族聯軍的總帥，表面上仍是服從於迪亞奈拉的兄長們，但實際上只要判斷戰況不如預期，隨時可改編為迪亞奈拉的軍隊。
在之後的戰爭中，沒想到迪亞奈拉孤身一人，只帶著伊歐拉歐斯前去白銀一族的根據地進行會談，因而稱讚她為光輝耀眼的星星，後來在白銀一族大舉遷移至艾琉西翁時，也隨著他們一同前往，目送他們出發，追隨黃金一族的腳步，前往外宇宙。
戰爭結束後受封為地球大公。
歇斯提亞（聲優：世戸沙織）
塔奇烏斯（聲優：岡本寛志）
奇利斯（聲優：安元洋貴）
伊歐達（聲優：久嶋志帆）

### 黑鐵族‧領導者階級
梅列亞格羅斯（聲優：岸尾大輔）
人類的領導者，狄亞奈拉的兄長，但和狄亞奈拉比較起來卻是個無任何領導能力的人，時常會沒有任何考慮的就接納亞特蘭提斯的建議，因而經常讓黑鐵族艦隊陷入苦戰，甚至有可能會全滅的局勢之中。
視狄亞奈拉為眼中釘。
雖然在領導上面是無能的人，不過在政治上因為有著王室的頭銜，所以在政治上還有勉強說的過去的能力。
名稱來自於亞哥號英雄「梅列亞格」。
亞特蘭提斯（聲優：吉野裕行）
梅列亞格羅斯的弟弟，無條件的支持兄長，也將狄亞奈拉視為眼中釘。在對白銀的戰爭中，常常會提出一些讓人失望的建言給自己的兄長聽。
名稱來自亞哥號英雄「亞特蘭黛」。

### 白銀族
帕耶特·歐（聲優：藤田圭宣）
一開始便追擊著阿爾戈號，在戰爭結束後和阿爾戈號之間也有了莫名的感情。
曾被狄亞奈拉賭命將所有感情全部強加在他身上，因此停止攻擊，但也因此事讓普洛梅‧歐察覺到狄亞奈拉的存在。
後來在尋找艾琉西翁時，依然執意攻擊，但後來被赫爾貝洛斯擋下，四名諾德斯因此跳躍至他船上，在質問原本歸屬於白銀一族的諾德斯時，被眾人的意見強壓下，也被雷克緹要脅，是否要現在與他們為敵。
結束後奉命協助修補阿爾戈號。
羅姆·羅（聲優：千葉進歩）
始終反對白銀一族和黑鐵一族的共存，認為黑鐵一族是只會破壞的種族。在被黃金一族領導到了奧隆，面臨艾吉的力量黃金一族卻離他而去之後，便對黃金一族感到絕望。認為黃金一族捨棄了他們，繼而慢慢黑化。
在艾吉與赫爾貝洛斯集合了所有諾德斯的力量，打開了遺留在艾琉西翁的門後，才了解到，黃金一族只會對憑一己之力奮力搏鬥的人伸出雙手。
普洛梅·歐（聲優：佐藤利奈）
白銀族的女性，居住於白銀族幾近被摧毀的母星上，擁有著黃金族賜與的全知能力，並負責記錄承載全族的感情與遠古記憶，經常與雷克緹一起思考契約與現況，與尋求黃金一族為何拋棄他們而離開的答案。
後來透過帕耶特‧歐交給她的多餘感情，查覺到狄亞奈拉的存在，並因此明白，黃金一族早就預言了此人的存在，而白銀一族沒能奪取的最後的諾德斯，就是為了保護她而存在。
一直是主和派，在感覺到狄亞奈拉遞送的消息後，便邀請她，兩人一起面對面，各自代表所屬種族進行會談。
將遠古的記憶託付給狄亞奈拉，後來也將與青銅一族溝通的能力與Hedron盾全數交給狄亞奈拉。
之後率領所有白銀一族與部分青銅一族，穿越過大門，步向漫長的旅行。
名字應是源自於希臘的先知之神「普羅米修斯」。
尤提·拉（聲優：小清水亞美）
白銀族的四名諾德斯之一，由於自己的使命感使她顯得十分亢奮。
其力量在所有諾德斯之上，也因此並沒有自己的主導權。
到卡魯奇諾斯死後，對他的感情才表現出來，卻也讓體內的英雄一族開始狂亂。
被打倒後，被卡魯奇諾斯復活，後來與卡魯奇諾斯交談，自言無法消除這份感情，被告知艾吉與赫爾貝洛斯也是那樣共存著，對於沒能與艾吉好好交談一事感到失落。
對狄亞奈拉承諾，如果找到艾吉，會集結四個諾德斯的力量，將艾吉送回她身邊。

### 白銀族‧所屬諾德斯
雷克緹·列克（聲優：澤城美雪）
聽命於白銀族的其中一個「諾德斯」，時常為梅希塔卡著想，並跟隨著普洛梅尋求黃金族的真意，非白銀一族的諾德斯裡唯一擁有跳躍空間能力的人。
被尤提的力量吞噬，在為了活命而張開的空間裡，意外的從艾吉口中得知自己的英雄一族的真正力量，與黃金一族之所以會把英雄一族封印在諾德斯體內的原因，才從梅西塔卡的口中得知，艾吉早就從黃金一族那裡知道所有未來。
透過艾吉似是而非的提示，集結眾人的力量而得以逃脫，並因此見到黃金一族。
後來不斷的思考，在艾琉西翁投射出艾爾曼德斯的力量時，逆向思考，聯想到在銀河系時的敗北，因此從時間流的彼方收集所有的過去，將之交給現在的艾吉與赫爾貝洛斯，因此成功地解開黃金一族給予的問題。
後來追隨普洛梅‧歐一起去到外宇宙。
卡魯奇諾斯·魯卡恩（聲優：加藤将之）
聽命於白銀族的其中一個「諾德斯」，第四話時和艾吉接觸，但艾吉沒有模糊地帶的宣言卻讓兩人大打出手。
多次邀請艾吉，但艾吉固執不肯接受，直到被徹底打倒為止。
自身也對尤提有好感，會不計一切代價的保護她。
梅西塔卡被俘時，安慰雷克緹，艾吉與阿爾戈號上的人類是不會對他怎樣。
為了救尤提而被無吞噬，也因此成為尤提失控的導火線。
後來在勒尼涅亞的能力下復活，與其他人一起從艾吉口中得知黃金一族之所以會把英雄一族封印在諾德斯體內的原因。
安慰尤提，並告知尤提，艾吉與赫爾貝洛斯是互相扶持，彼此信賴彼此才得以走到現在。
梅比塔卡‧波烈（聲優：鈴木千尋）
聽命於白銀族的其中一個「諾德斯」，弱氣膽小，不想摧殘眾多生命而厭惡戰鬥。

### 英雄族
赫拉克勒斯（Belcross）
配音：安元洋貴
最強的英雄族，寄宿於艾吉的右眼中，當艾吉需要的時候就會現身並與艾吉同化，類似鯊魚的頭部是他的特徵之一，名字咸認是源於希臘最著名的英雄赫拉克勒斯。
代表著「存在」（無論如何都不會消失的存在），也是開啟黃金族所留下門扉之「鑰匙」。
能力為絕對的力量，擁有幾乎無堅不摧的強大攻擊力，擅以肉搏攻擊摧毀敵人；此外還有吸收青銅族能量、自口中發射光束，及揮拳產生衝擊波等多樣的攻擊模式。
勒尼涅亞
隸屬於白銀族的剩餘英雄族中的一體，寄宿於卡爾奇諾斯‧魯卡恩的身上的腹部內。名字是源於赫拉克勒斯的12項任務之一裡九頭蛇海德拉所住的勒尼安沼澤，此外巨蟹座星座傳說中的那隻蟹也在此地。
代表著「生命」以及「再生」。
能力為全身散發紫色的毒氣攻擊，可輕易融毀一顆星球；並能將自身與融化大地結合，化為巨型的九頭蛇型態，此外還擁有極強的復元力，所受的傷可快速回復；之後也可將此能力用於他人助其復原。
凱爾貝羅斯
寄宿在白銀族的少女尤提‧拉身上的英雄族，名字源於看守地獄的刻耳柏洛斯（即赫拉克勒斯12項任務最後的挑戰對象）。寄宿的位置是左胸口。
代表著「虛無」（正確來說應是空間），以及「黃金族所留下的門扉」。
能力為製造無之次元（擬似黑洞空間），無論物質、星雲乃至時空皆可吞沒；並任意操作其範圍與形狀進行攻擊或防禦。
愛爾曼德斯
隸屬於白銀族的剩餘英雄族中的一體，寄宿於雷克緹‧列克身上左大腿的內側內，名字的來源是來自赫拉克勒斯12項任務之一的厄律曼托斯山的野豬。
代表著「時間」以及「將所有的一切導向未來」。
其能力為穿越時空流，回溯至最可能摧毀敵人的時間點，並用能源槍加以攻擊，但會隨著使用次數與回溯時間長度，累積時空流的力量反噬，造成自身的傷害。
阿爾提米亞（Artemia）
隸屬於白銀族的剩餘英雄族的一體，寄宿於梅比塔卡‧波烈身上後頸內，名字來源是來自希臘神話中的月神「阿耳忒弥斯／Artemis（即羅馬神話的黛安娜／Diana）」，赫拉克勒斯12項任務中第3項既為活捉月神的刻律涅牝鹿
代表著「光」和「波動的吸收」。
能力為操作光束能量，發出的強大光束砲可輕易的毀滅星球，並可使出能量護罩抵擋宇宙艦隊的光束攻擊；此外擁有最快速的移動能力。

### 其他‧未知生物
伏德（Food）
在歐龍小行星上的奇異生物，被艾吉稱為Food。外型類似巨型魷魚，性格相當溫和，居住於沙坑中，不僅是艾吉的朋友，其觸手也是艾吉的食物來源，艾吉取用其觸手後便給予樹木做回禮。依照動畫內容來看，是草食性的動物，喜好吃樹木，最喜歡一種在歐隆上特有的植物樹根。

## 各話資料
| 話數 | 日文標題           | 翻譯標題       | 劇本            | 分鏡           | 演出                      | 作畫監督                                     |
| ---- | ------------------ | -------------- | --------------- | -------------- | ------------------------- | -------------------------------------------- |
| 1    | 滅びの星           | 滅亡之星       | 冲方丁          | 鈴木利正       | 鈴木利正                  | 山岡信一（キャラ） 大塚健（メカ）            |
| 2    | 忘れられた子供     | 被遺忘的孩子   | 能戸隆          | 武内宣之       | 長澤剛                    | 堀たえ子（キャラ） 前田明寿（メカ）          |
| 3    | 英雄の種族         | 英雄族         | 小出克彦        | 田島直         | 高山功                    | 高橋晃                                       |
| 4    | 惑星ティターロス   | 行星體塔羅斯   | 小出克彦        | 菱川直樹       | 菱川直樹                  | 石田智子                                     |
| 5    | ノドス             | 諾多斯         | 小出克彦        | 長澤剛         | 孫承希                    | 高橋晃                                       |
| 6    | セメタリー・ベルト | 聖梅塔莉行星帶 | 久島一仁        | 羽原信義       | 羽原信義                  | 前田明寿                                     |
| 7    | 契約               | 契約           | 田邊軍平        | 田島直         | いとがしんたろー          | 竹森由加（キャラ） 田島直（メカ）            |
| 8    | 閃光のノドス       | 閃光的諾多斯   | 林壮太郎        | 高山功         | 高橋秀弥                  | 山岡信一、前田明寿 梶浦紳一郎                |
| 9    | 帰還               | 歸來           | 小出克彦        | 安田賢司       | 菱川直樹                  | 高橋晃                                       |
| 10   | 孤独の英雄         | 孤獨的英雄     | 小出克彦        | 二瓶勇一       | 松本マサユキ              | 本橋秀之                                     |
| 11   | 輝きの星           | 閃閃生輝的星星 | 久島一仁        | みなみやすひろ | ヤマトナオミチ            | 岡田万衣子                                   |
| 12   | 破滅の炬火         | 減亡的炬火     | 小出克彦        | 寺岡巌         | 長澤剛                    | 松村拓哉                                     |
| 13   | 時空流の戦い       | 時空流的戰鬥   | 小出克彦        | 武内宣之       | 菱川直樹                  | 高橋晃                                       |
| 14   | 荒ぶる者           | 發狂者         | 大西信介        | 太田雅彦       | いとがしんたろー          | 竹森由加 前田明寿                            |
| 15   | 光降るとき         | 光明下降之時   | 冲方丁          | 羽原信義       | 羽原信義                  | 山岡信一                                     |
| 16   | 幾つの定めを超えて | 超越數個使命   | 小出克彦        | 寺岡巌         | 高橋秀弥                  | 植田実                                       |
| 17   | 報復の軍勢         | 報復的軍力     | 林壮太郎 冲方丁 | 長澤剛         | 長澤剛                    | 田畠昭、堀たえ子 松浦仁美、沼津雅人 前田明寿 |
| 18   | 勝利の日           | 勝利之日       | 小出克彦 冲方丁 | 菱川直樹       | 菱川直樹                  | 高橋晃                                       |
| 19   | 星系間侵攻         | 星系間進攻     | 大西信介        | 五十嵐達矢     | 五十嵐達矢                | 鈴木竜也                                     |
| 20   | 暗黒のノドス       | 黑暗的諾多斯   | 小出克彦        | 寺岡巌         | 孫承希                    | 松村拓哉                                     |
| 21   | 惑星コドモス       | 行星柯托莫斯   | 小出克彦        | アミノテツロー | いとがしんたろー 羽原信義 | 竹森由加（キャラ） 前田明寿（メカ）          |
| 22   | 死の契約           | 死的契約       | 大西信介        | 羽原信義       | 羽原信義                  | 近岡直、山岡信一                             |
| 23   | 四人               | 四人           | 小出克彦        | 寺岡巌         | 孫承希                    | 高橋晃                                       |
| 24   | エリュシオン       | 艾琉西奧       | 大西信介        | 能戸隆         | 寺岡巌                    | 堀たえ子（キャラ） 松村拓哉（メカ）          |
| 25   | 最後の契約         | 最後的契約     | 小出克彦        | 長澤剛         | 長澤剛                    | 竹森由加（キャラ） 前田明寿（メカ）          |
| 26   | エイジ             | A G E          | 冲方丁          | 鈴木利正       | 鈴木利正                  | 山岡信一、植田実                             |

## 主題曲

### 片頭曲
『gravitation』
作詞 - atsuko、作曲 - atsuko・KATSU、編曲 - KATSU、歌 - angela

### 片尾曲
『Azurite』
作詞 - SHUMA、作曲／編曲 - YUPA、歌 - 
（15話）
作詞 - SHUMA、作曲／編曲 - YUPA、歌 - 
『Azurite ~True grace~』（26話）
作詞 - SHUMA、作曲／編曲 - YUPA、歌 - 

## 外部連結
- （日語） http://www.starchild.co.jp/special/heroicage/ （页面存档备份，存于）
- （日語）

## 作品的變遷
| 日本 東京電視台 星期一1:30 節目                  | 日本 東京電視台 星期一1:30 節目   | 日本 東京電視台 星期一1:30 節目 |
| ------------------------------------------------ | --------------------------------- | ------------------------------- |
|                                                  | 英雄時代 （2007.4.1 - 2007.9.30） |                                 |
| 校園烏托邦 學美向前衝！ （2007.1.7 - 2007.3.25） | 南家三姊妹                        |                                 |